# Пазарджишко
 Тази статия е за историко-географската област.  За административната област вижте Пазарджик (област).  За общината вижте Пазарджик (община).
Пазарджишко (в миналото Татарпазарджишко) е историко-географска област в Южна България, около град Пазарджик.
Територията ѝ съвпада приблизително с някогашната Пазарджишка околия, а днес включва целите общини Белово и Септември, почти целите Пазарджик (без село Цар Асен от Панагюрско) и Лесичово (без село Боримечково от Панагюрско), както и селата Триводици в община Стамболийски, Блатница в община Стрелча и Драгомир в община Съединение. Разположена е в западния край на Пазарджишко-Пловдивското поле и близките части на Родопите. Граничи с Панагюрско на север, Пловдивско на изток, Пещерско на юг и Разложко, Самоковско и Ихтиманско на запад.